# 리천
리천(중국어: 李晨, 병음: Lichen, 1978년 11월 24일 ~ )은 중국의 배우이다.

## 출연 작품
- 특수부대: 스카이 헌터 (2017) - 우디 역 (감독, 주연)
- 800 (2020)